# Падеріна Наталія Федорівна
Наталія Федорівна Падеріна (рос. Наталия Федоровна Падерина, 1 листопада 1975) — російська спортсменка, стрілець, олімпійська медалістка.

## Виступи на Олімпіадах
| Олімпіада  | Дисципліна                  | Місце |
| ---------- | --------------------------- | ----- |
| Афіни 2004 | пневматичний пістолет, 10 м | 5     |
| Афіни 2004 | спортивний пістолет, 25 м   | 23T   |
| Пекін 2008 | пневматичний пістолет, 10 м | 2     |
| Пекін 2008 | спортивний пістолет, 25 м   | 19    |